# KMF Veles
Il Veles è una squadra macedone di calcio a 5, fondata nel 1995 con sede a Veles.

## Palmarès
- Campionato macedone: 1

2017-18
- Coppa della Macedonia: 2

2016-17, 2017-18